# Spearwood
Spearwood är en del av en befolkad plats i Australien. Den ligger i kommunen City of Cockburn och delstaten Western Australia, omkring 19 kilometer sydväst om delstatshuvudstaden Perth. Antalet invånare är 8 941.
Runt Spearwood är det tätbefolkat, med 383 invånare per kvadratkilometer.. Närmaste större samhälle är Perth, omkring 19 kilometer nordost om Spearwood. 
Runt Spearwood är det i huvudsak tätbebyggt. Genomsnittlig årsnederbörd är 1 018 millimeter. Den regnigaste månaden är maj, med i genomsnitt 176 mm nederbörd, och den torraste är februari, med 9 mm nederbörd.